# طواف إيطاليا 1955
طواف إيطاليا 1955 هو سباق دراجات هوائية أقيم في إيطاليا بتاريخ 14 مايو - 5 يونيو، تكون السباق من 21 مرحلة وامتدّ لمسافة 3871 كم بسرعة 35.552 كم/س، استغرق السباق 108 ساعة 56 دقيقة 12 ثانية. فاز به الإيطالي فيورنزو ماغني.